# In Bruges - La coscienza dell'assassino
In Bruges - La coscienza dell'assassino è un film del 2008 diretto da Martin McDonagh.
Il film, ambientato nella città di Bruges in Belgio, è stato presentato in anteprima al Sundance Film Festival, ottenendo un Golden Globe e una nomination agli Oscar 2009 per la sceneggiatura. Colin Farrell vinse un Golden Globe come miglior attore in un film commedia o musicale, mentre Martin McDonagh vinse un BAFTA alla migliore sceneggiatura originale.
Il film racconta le vicende di due sicari, interpretati da Colin Farrell e Brendan Gleeson che, dopo un colpo andato male, vengono spediti dal loro capo (Ralph Fiennes) nella tranquilla città di Bruges. La pace del luogo è in contrasto con la "coscienza" dei tre uomini, che dovranno prendere decisioni importanti.

## Trama
Ray è un giovane sicario irlandese, che al suo primo incarico ha per errore ucciso un bambino e da allora vive tormentato dal senso di colpa; insieme al suo più maturo collega Ken viene mandato dal loro capo Harry a Bruges, in Belgio, con l'ordine di aspettare una sua chiamata con le prossime istruzioni. Nell'attesa, Ray si lamenta in continuazione della città, che trova cupa e noiosa, ed è alla ricerca di svaghi, mentre Ken si appassiona agli edifici medievali e all'atmosfera fiabesca che li circonda. I due si devono comportare nel modo più anonimo possibile, per confondersi fra i turisti.
In realtà vengono coinvolti nelle situazioni più strane. Conoscono Jimmy, attore nano in un set bizzarro, con il quale condivideranno prostitute, droga e senso di emarginazione; Jimmy viene deriso da Ray, che sostiene come i nani abbiano manie suicide e per questo cita il suicidio del nano di Fantasilandia, l'attore Hervé Villechaize. Poi conoscono Chloë, ragazza belga di cui Ray si invaghisce, pur scoprendo che si tratta di una spacciatrice e rapinatrice di turisti, e Marie, la proprietaria del loro albergo, signora dalla lingua tagliente, la cui gravidanza risveglia i sensi di colpa di Ray.
La telefonata di Harry finalmente arriva: a rispondere è Ken, al quale viene affidato il compito di sparare al giovane collega, che si è macchiato, secondo Harry, di una colpa troppo grave. Da quel momento Ken oscilla tra la determinazione a portare a compimento il suo dovere e la pena per il ragazzo, che si dimostra più volte angosciato e pentito del suo tragico errore. Quando Ray cerca di togliersi la vita, è Ken a fermarlo, e a suggerirgli di fuggire. Salito su un treno, Ray viene però ricondotto a Bruges dalla polizia, che lo ferma per la denuncia di una persona da lui picchiata il giorno precedente. Ray viene subito rimesso in libertà grazie all'intervento di Chloë, la quale dimostra di provare effettivamente un sentimento per lui.
Quando Harry viene a sapere che Ray non è stato ucciso, si reca personalmente a Bruges per risolvere la questione. In cima alla torre della città, Ken difende strenuamente l'amico e viene ferito da Harry; informato della presenza di Ray sulla piazza sottostante, Harry corre di sotto. Ken, per salvare l'amico, decide di metterlo in guardia gettandosi dalla torre e morendo subito dopo.
Dopo un rocambolesco inseguimento, Harry raggiunge Ray e gli spara, ma accidentalmente colpisce anche Jimmy, che sul set del film è vestito da bambino. Ricordando di aver detto più volte che, se avesse fatto un errore simile a quello di Ray, si sarebbe sparato immediatamente, tiene fede al suo proposito, anche se Ray, ferito, tenta di avvertirlo che si tratta di un nano e non di un bambino.
Il film si conclude con le riflessioni di Ray, ormai agonizzante: non vuole più morire, perché in Bruges ha già trovato l'inferno in terra in cui scontare la propria pena; infine sente anche il desiderio di chiedere scusa alla mamma del bambino che ha ucciso, se sopravviverà.

## Distribuzione
Il film è stato presentato in anteprima al Sundance Film Festival.

### Divieti
In molte nazioni il film è stato vietato ai minori per i suoi contenuti: scene di violenza, uso di droghe e linguaggio esplicito. In Italia è vietato ai minori di 14 anni.

## Riconoscimenti
- 2009 - Premio Oscar
  - Nomination Migliore sceneggiatura originale a Martin McDonagh
- 2009 - Golden Globe
  - Miglior attore in un film commedia o musicale a Colin Farrell
  - Nomination Miglior film commedia o musicale
  - Nomination Miglior attore in un film commedia o musicale a Brendan Gleeson
- 2009 - Premio BAFTA
  - Migliore sceneggiatura originale a Martin McDonagh
  - Nomination Miglior film britannico
  - Nomination Miglior attore non protagonista a Brendan Gleeson
  - Nomination Miglior montaggio a Jon Gregory
- 2008 - British Independent Film Awards
  - Miglior sceneggiatura a Martin McDonagh
  - Nomination Miglior film
  - Nomination Premio Douglas Hickox a Martin McDonagh
  - Nomination Miglior attore a Brendan Gleeson
  - Nomination Miglior attore a Colin Farrell
  - Nomination Miglior attore non protagonista a Ralph Fiennes
  - Nomination Miglior contributo tecnico a Jon Gregory
- 2008 - Satellite Awards
  - Nomination Miglior film commedia o musicale
  - Nomination Miglior attore in un film commedia o musicale a Brendan Gleeson
- 2009 - Empire Awards
  - Nomination Miglior film britannico
  - Nomination Miglior commedia
- 2008 - Phoenix Film Critics Society Awards
  - Miglior sceneggiatura originale a Martin McDonagh
  - Migliori prestazioni dietro la cinepresa a Martin McDonagh
  - Miglior film passato inosservato

## Citazioni e riferimenti
- Il film contiene molti riferimenti alla pellicola del 1973 A Venezia... un dicembre rosso shocking, diretta da Nicolas Roeg, inoltre viene citato I banditi del tempo di Terry Gilliam.
- Mentre è nella stanza dell'hotel, Ken guarda l'inizio di un film noto come uno dei più importanti noir mai girati, L'infernale Quinlan di Orson Welles.
- La trama del film è liberamente ispirata a Il calapranzi, opera teatrale di Harold Pinter, scritta nel 1957.